# Distretto di Chemora
Il distretto di Chemora è un distretto della provincia di Batna, in Algeria, con capoluogo Chemora.

## Comuni
Il distretto comprende i seguenti comuni:
- Chemora
- Boulhilat